# Ромаріо (футболіст, 1985)
Ромаріо Перейра Сіпіао (порт.-браз. Romário Pereira Sipião порт.-браз. Romário Pereira Sipião; 10 серпня 1985, Імператрис, Мараньян), більш відомий як Ромаріо (порт.-браз. Romário порт.-браз. Romário) — бразильський та шведський футболіст, півзахисник шведського клубу «Кальмар»  .

## Ігрова кар'єра
Ромаріо забив свій перший гол за «ГАІС» у матчі проти «Гельсінгборга» у жовтні 2010 року, що стало вирішальним голом у боротьбі за титул, оскільки цей гол зрештою коштував «Гельсінгборгу» трьох очок проти суперника за золото «Мальме». Ромаріо славиться хорошими пасами та навичками поводження з м'ячем, але іноді може бути запальним і отримувати червоні картки, здавалося б, нізвідки. У 2019 році він продовжив контракт із «Кальмаром» на 4,5 роки. Після сезону 2019 він зіграв 185 матчів у чемпіонаті Швеції з футболу, що поставило його на сьоме місце серед гравців «Кальмара» за кількістю зіграних матчів.